# 랑종
"랑종"은 2021년에 공개된 대한민국과 태국의 합작 공포 영화이다.

## 캐스팅
- 나릴야 군몽콘켓: 밍 역
- 싸와니 우툼마: 님 역
- 씨라니 얀키띠칸: 노이 역
- 야사카 차이쏜: 마닛 역